# 亚伯拉罕·鲁比科夫
亚伯拉罕·亚历山大·鲁比科夫（英語：Abraham Alexander Ribicoff，1910年4月9日—1998年2月22日）是一位民主党籍的美国政治家，曾经出任康乃狄克州州长和约翰·肯尼迪总统任内的美國衛生教育及福利部部长。他是康涅狄格州历史上第一位也是迄今为止唯一的一位犹太人州长。1952年康涅狄格州联邦参议员选举中败于普雷斯科特·布希。
| 前任： 约翰·戴维斯·洛奇 （John Davis Lodge） | 康乃狄克州州长 1955年-1961年                         | 繼任： 约翰·N·德姆西 （John N. Dempsey）               |
| 前任： 阿瑟·费林明 （Arthur Flemming）       | 美國衛生教育及福利部部长 1961年1月21日-1962年7月13日 | 繼任： 安东尼奥·J·切莱布雷泽 （Anthony J. Celebrezze） |